# L'inno del corpo sciolto
L'inno del corpo sciolto è una canzone di genere pop composta dal comico italiano Roberto Benigni nel 1979.
Si tratta di un brano che ha come tema l'invito per tutti a defecare, senza vergognarsene, lodandone l'azione; il genere è quello satirico e graffiante tipico del primo Benigni, già presente nelle canzoni È tutto mio!, in cui si parla delle proprietà di Silvio Berlusconi, e La marcia degli incazzati.
Dietro le parole scurrili della canzone si cela il desiderio di far apparire assolutamente normale tutto ciò che appartiene all'umano, compresi gli elementi generalmente giudicati spuri e disgustosi, come le feci. In più, l'atto del defecare viene rivendicato nella sua dirompente umanità proprio come gesto di lotta, con l'auspicio di una rivoluzione scatologica in cui i sopraffatti defecano per protesta sui sopraffattori di tutto il mondo.

## Storia della canzone
La canzone è stata cantata da Benigni per la prima volta nel '79 durante il programma L'altra domenica una tantum dell'amico Renzo Arbore, edizione speciale di L'altra domenica, suscitando sia ilarità sia scalpore fra il pubblico.
La canzone ha avuto così tanto successo che spesso negli show di Benigni è richiesta dal pubblico, come ad esempio in Tuttobenigni del 1983 e 1996 e più recentemente in Il più grande spettacolo dopo il weekend condotto da Rosario Fiorello nel 2011.